# 小池荣子
小池荣子（日语：小池 栄子，1980年11月20日—），日本女演员、写真偶像，东京都世田谷区下北澤出身。经纪公司是Yellow Cab事务所。

## 經歷
小池原為寫真偶像，以36F之上圍與同期出道同樣以豐滿上圍見稱之優香、山田瑪利亞同為頂級之水着女優，之后不断参与电视剧、电影、舞台剧等演出，2008年，以电影《接吻》获得日本每日电影奖及横滨电影节最佳女主角奖，演技受到肯定。
2015年，在NHK晨間劇《阿政》的演出備受日本觀眾好評。

## 個人生活
2007年8月29日，小池榮子與交往5年的職業摔角選手坂田亘結婚。

## 人物
- 左撇子，視力2.0。
- 自言音域狹窄，對唱歌非常頭痛。

## 作品

### 电影
- 2002年，《模仿犯》，飾演：岸田明美
- 2003年，《戀愛寫真》，飾演：Aya
- 2003年，《兩居室》，飾演：希美
- 2004年，《下妻物语》，飾演：亞樹美
- 2004年，《犬貓》，飾演：阿部
- 2005年，《真夜中的彌次喜多》，飾演：初
- 2006年，《男人不能忍受那些》，飾演：服部ちえり
- 2008年，《接吻（日语：接吻 (2008年の映画)）》，主演：遠藤京子
- 2008年，《還記得那片天空》，飾演：百合子老師
- 2008年，《幸福的魔法繪本》，飾演：雅美
- 2009年，《20世纪少年第2章》，飾演：高須
- 2009年，《20世纪少年最终章》，飾演：高須
- 2009年，《我買單》，飾演：平場櫻
- 2010年，《人間失格》，飾演：静子
- 2010年，《野蔷薇理发院》，飾演：小美
- 2010年，《爱的禁行式》，飾演：番上梓
- 2011年，《第八日的蟬》，飾演：安藤千草
- 2011年，《RAILWAYS 給不能傳達愛的大人們（日语：RAILWAYS 愛を伝えられない大人たちへ）》，飾演：片山麻衣
- 2012年，《詐欺遊戲：再生》，飾演：月乃惠
- 2012年，《企鵝夫婦》，主演：松田步美
- 2012年，《往復書簡：二十年後的作業》，飾演：藤本七重
- 2012年，《大家早上好!》，飾演：小川
- 2013年，《骷髏城之七人 2011》，飾演：極樂太夫
- 2013年，《草原的椅子》，飾演：喜多川佑末
- 2013年，《大和殺無赦》，飾演：阿梶
- 2014年，《不可思議的海岸物語》，飾演：柴本惠利
- 2015年，《王牌大騙局》，飾演：澤地君江
- 2016年，《人生的約定》，飾演：藤岡小百合
- 2016年，《火星異種》，飾演：大張美奈
- 2017年，《當他們認真編織時》，飾演：娜奧米
- 2017年，《藍心狂想曲》，飾演：秋山絵里子
- 2017年，《不幹了，我開除了黑心公司》，飾演：大場玲子
- 2017年，《完美革命》，飾演：惠理
- 2018年，《飛上天空的輪胎》，飾演：榎本優子
- 2018年，《陽光姊妹淘_(日本電影)》，飾演：裕子
- 2019年，《失憶的總理大臣》，飾演：番場希美
- 2019年，《Goodbye 以謊言開端的人生喜劇》，主演：永井キヌ子
- 2021年，《地獄花園》，飾演 鬼丸麗奈
- 2021年，《生命的停車場》，飾演：寺田智惠子
- 2021年，《每天上班總是累得要死》，飾演：伊澤律子

### 电视剧
- 1997年1月，《大搜查线》第5集客串
- 1999年4月，《我的老师很辣》，飾演：齊藤亞矢子
- 1999年9月，《美少女H》主演
- 1999年10月，《TEAM团队》第10、11集客串
- 1999年10月，《青鸟症侯群》
- 1999年10月，《賭事女王》
- 2000年7月，《执法先锋：花村大介》，第10、11集客串：泽田奈奈
- 2001年4月，《G-taste真人版》主演
- 2002年7月，《心灵感应》，飾演：川山めぐみ
- 2002年10月，《遥控刑警》，第5集客串：远藤京花
- 2003年4月，《心》，晨间劇，飾演：山本投网子
- 2003年4月，《搬运你的人生》，飾演：山田爱子
- 2003年10月，《狮子老师》，飾演：守屋千夏
- 2004年1月，《麻辣娇娃》，飾演：夏希
- 2005年1月，《义经》，大河剧，飾演：巴御前
- 2005年3月，《毛骨悚然撞鬼經驗》主演
- 2005年4月，《离婚女律师2》，第3集客串：北山千春
- 2005年10月，《大奥·华之乱》，飾演：お伝の方(纲吉侧室)
- 2005年10月，《大奥·华の乱特别篇》，飾演：お伝の方(纲吉侧室)
- 2006年4月，《美味求婚》，飾演：柏木マキ
- 2006年4月，《巷說百物語 飛緣魔》，飾演：阿銀
- 2006年10月，《令人討厭的松子的一生 (電視劇)》，飾演：澤村惠
- 2007年7月，《山女壁女》，飾演：大山遥
- 2007年7月，《法律最前线特别篇》，飾演：后藤田正美
- 2007年10月，《歌姫》，飾演：及川美和子
- 2008年4月，《瞳》，晨间劇，飾演：齐藤美纪惠
- 2009年1月，《破案天才奇娜》，飾演：远藤樱
- 2009年4月，《Smile》，飾演：町村鹽裏
- 2010年1月，《宿命1969-2010》，飾演：笹山宣子
- 2010年7月，《GM》，飾演：町谷玲奈
- 2010年7月，《归国》，飾演：大宫明美
- 2011年4月，《热中时代》，飾演：濑口真里
- 2011年4月，《偽肉食女的恋爱情事》，主演：淺田元香
- 2011年7月，《勇者義彥和魔王之城》，第4集客串：天女
- 2011年7月，《魔术的耳语》，飾演：菅野雪美
- 2012年1月，《贖罪》，第2集客串：篠原真纪
- 2012年1月，《不放棄明天…瓦礫中的報社~河北新報最長的一日》，飾演：丹野绫子
- 2012年4月，《LEGAL HIGH》，飾演：澤地君江
- 2012年7月，《Summer Rescue》，飾演：平原明
- 2012年10月，《德之島機場》，主演：小林淳子
- 2013年1月，《LAST HOPE》，飾演：荻原雪代
- 2013年1月，《搜查指挥官 水城沙耶》，飾演：水城沙耶
- 2013年4月，《LEGAL HIGH特别篇》，飾演：澤地君江
- 2013年4月，《讓人幸福的三種購物》，主演：加纳晴美
- 2013年7月，《STAR MAN 這顆星上的戀愛》，飾演：須多節
- 2013年10月，《LEGAL HIGH 2》，第1、10集客串：澤地君江
- 2014年1月，《30分鐘之愛》，主演：龜山愛
- 2014年1月，《花開明日》，飾演：花朕朝
- 2014年1月，《搜查指挥官 水城沙耶2》，飾演：水城沙耶
- 2014年1月，《黑色福音》，飾演：藤沢陽子
- 2014年9月，《阿政》，飾演：森野華
- 2014年10月，《LEGAL HIGH特别篇2》，飾演：澤地君江
- 2015年1月，《電視未來遺產 ORANGE 〜1.17 生命中戰鬥的消防員之魂物語〜》，飾演：山倉亞紀
- 2015年1月，《浪花金融道7》，飾演：小骨典子
- 2015年5月，《阿政SP》，飾演：森野華
- 2015年7月，《我們無法被求婚的101個理由2》，第2集飾演：希實
- 2015年11月 ，《5個Junko》，飾演：佐竹純子
- 2016年3月，《黑色樹海》，飾演：笠原信子
- 2016年4月，《世界上最艱難的戀愛》，飾演：村沖舞子
- 2016年7月，《鎖 女刑警 音道貴子》，飾演：音道貴子
- 2017年4月，《冬芽之人SP》，飾演：植田敦美
- 2017年4月，《成為母親》，飾演：門倉麻子
- 2017年7月，《下北澤Die Hard》，主演：酒吧媽媽桑
- 2017年10月，《愛在香港》，飾演：井本真樹
- 2018年4月，《獵頭者》，飾演：赤城響子
- 2018年7月，《Zero 一獲千金遊戲》，飾演：後藤峰子
- 2019年1月，《大奧 最終章》，飾演：月光院
- 2019年7月，《我分享了丈夫？》，主演：森下晴美
- 2019年7月，《法律之心:重建生命的律師》，飾演：永井茜
- 2019年10月，《我的事說來話長》，飾演：秋葉綾子
- 2020年4月，《美食偵探 明智五郎》，飾演：主婦/抹大拉的瑪莉亞
- 2020年7月，《有人在看》第8集客串
- 2020年10月，《姐姐的戀人》，飾演：市原日南子
- 2020年10月，《竹內涼真的拍攝稍息》，第1集客串：薰
- 2021年10月，《和田家的男人們》，飾演：和田理惠
- 2022年1月，《鎌倉殿的13人》，大河剧，飾演：北條政子
- 2022年7月，《競爭的維護者》，飾演：桃園千代子
- 2023年7月，《輕簡生活守則》，飾演：福池惠美
- 2023年10月，《沒有暖桌的家》，主演：深堀萬里江
- 2024年6月，《BLUE MOMENT》最終話特別出演
- 2024年7月，《新宿野戰醫院》，主演：Yōko Nishi Freeman（ヨウコ・ニシ・フリーマン）

### 配音
- 2003年，《茄子 安達魯西亞之夏》，配音：卡門
- 2006年，《百分百羊毛》，配音：旁白
- 2020年，《煙囪小鎮的普佩》，配音：Rola

### 写真集
- 恋写 （1999年5月、テイ・アイ・エス） ISBN 978-4-88618-197-8
- Eiko （1999年10月、宝島社） ISBN 978-4-7966-1605-8
- b. （2000年5月、ワニブックス） ISBN 978-4-8470-2569-3
- Lunatic （2001年2月、ハウスバンク） ISBN 978-4-89461-610-3
- honeydew （2001年5月、アクアハウス） ISBN 978-4-86046-001-3
- 月刊 小池栄子 （2001年6月、新潮社） ISBN 978-4-10-790085-2
- E （2001年10月、集英社） ISBN 978-4-08-780336-5
- IBIZAxTOKYO （2001年11月、ポニーキャニオン） ISBN 978-4-594-03304-0
- ザッツグラビアxNGグラビア （2002年8月、講談社） ISBN 978-4-06-330176-2
- ポケットに小池栄子 （2003年1月、講談社） ISBN 978-4-06-256698-8
- Paraiso Guadalajara,Tequila y Costa Alegre （2003年12月、講談社） ISBN 978-4-06-172346-7
- digi+KISHIN girl （2004年12月、小学館） ISBN 978-4-09-103213-3

## 獎項
- 第30回橫濱電影節主演女優賞（《接吻（日语：接吻 (2008年の映画)）》）
- 第23回高崎電影節（日语：高崎映画祭）最優秀主演女優賞（《接吻（日语：接吻 (2008年の映画)）》）
- 第63回每日電影獎女優主演賞（《接吻（日语：接吻 (2008年の映画)）》）
- 第18回日本電影批評家大獎主演女優賞（《接吻（日语：接吻 (2008年の映画)）》）
- 第18回日本電影專業大獎（日语：日本映画プロフェッショナル大賞）主演女優賞（《接吻（日语：接吻 (2008年の映画)）》）
- 第85回電影旬報獎助演女優賞（《第八日的蟬》、《RAILWAYS 給不能傳達愛的大人們（日语：RAILWAYS 愛を伝えられない大人たちへ）》）
- 第31回橋田賞（《鎌倉殿的13人》）
- 日劇學院賞最佳女配角：
  - 第84回《阿政》/入圍
  - 第89回《談戀愛世界難》
  - 第93回《成為母親》
  - 第98回《Zero 一獲千金遊戲》/入圍
  - 第103回《我的事說來話長》
  - 第113回《競爭的維護者》/入圍
  - 第114回《鎌倉殿的13人》/入圍

## 外部連結
- 小池榮子官方網站